# Bacchisa violaceoapicalis
Bacchisa violaceoapicalis là một loài bọ cánh cứng trong họ Cerambycidae.